# Palazzo Orsini (Milano)
Palazzo Orsini è un edificio storico di Milano, situato in via Borgonuovo 11. L'edificio prende il nome dalla famiglia Orsini, discendente da Alberto da Cedrate, console del contado di Seprio nel XII secolo, e da Ottone, morto nel 1309, che rivendicava la discendenza dalla prestigiosa famiglia romana.

## Storia e descrizione
Il palazzo era stato edificato, benché non completato, nella seconda metà del XVII secolo dai Secco-Borella, antica famiglia importante già dall'epoca comunale. La famiglia Orsini di Roma si insediò nel palazzo nel 1662, dopo aver abitato nell'attuale via Giuseppe Verdi. L'edificio fu portato a compimento secondo criteri di sfarzo e di lusso. In seguito all'estinzione della famiglia Orsini, ne divennero poi proprietari i loro eredi, i principi Pio (poi Falcó-Pio) di origine spagnola, che lo tennero fino al 1918. Ad essi si deve la sistemazione attuale della facciata, che risale a metà dell'ottocento e fu progettata da Luigi Clerichetti, mentre i cortili (quello principale e i due di servizio, disposti simmetricamente ad esso), risalgono al tardo seicento e gli interni, ultimati alla fine del settecento, sono stati realizzati da Luigi Canonica.
Attualmente l'edificio è sede della Giorgio Armani SpA.